# Lophion striatum
Lophion striatum là một loài thực vật có hoa trong họ Hoa tím. Loài này được (Aiton) Nieuwl. & Kaczm. mô tả khoa học đầu tiên năm 1914.